# Турчак, Варвара Дмитриевна
Варвара Дмитриевна Турчак (1930—2000) — советский строитель, бригадир комплексной строительной бригады треста «Киевгорстрой», Герой Социалистического Труда (1971).

## Биография
Родилась 28 января 1930 года в Пенежково Черкасской области Украинской ССР.
Окончила среднюю школу в родном селе. В 1949 году переехала в Киев и поступила на работу в строительный трест «Крещатикстрой».
В 1955 году возглавила комплексную строительно-монтажную бригаду строительно-монтажного управления № 16 того же треста, а затем треста «Киевгорстрой-4». Здесь проработала с 1955 по 1988 годы, проявив себя высокопрофессиональным специалистом и умелым организатором. Комплексная бригада под руководством Варвары Турчак достигала высоких производственных результатов на объектах города Киева.
После выхода на пенсию проживала в Киеве.
Умерла 20 октября 2000 года, похоронена на Южном кладбище Киева.

## Награды
- В 1971 году В. Д. Турчак было присвоено звание Героя Социалистического Труда с вручением ордена Ленина и медали «Золотая звезда».
- Также награждена орденом Ленина (3.06.1966), медалями, в числе которых юбилейная медаль «За доблестный труд в ознаменование столетия со дня рождения В. И. Ленина» (1970), а также Почетной Грамотой Верховного Совета Украинской ССР (7.08.1965).[1]